# Балъкьой (вилает Родосто)
 Тази статия е за селото в Турция.  За селото в Гърция вижте Балъкьой.  
Балъкьой (на турски: Ballı) е село в Източна Тракия, Турция, вилает Родосто.

## География
Селото се намира на 16 km югоизточно от Малгара.

## История
В началото 20 век Балъкьой е село в Малгарска кааза на Османската империя. Според статистиката на професор Любомир Милетич в 1912 година в селото живеят 60 семейства помаци.